# Đại học Kansas
Đại học Kansas (Kansas University, KU) là một trường đại học nghiên cứu công lập với cơ sở chính tại Lawrence, Kansas và một số cơ sở vệ tinh, trung tâm nghiên cứu và giáo dục, trung tâm y tế và các lớp học trên toàn bang Kansas. Hai cơ sở chi nhánh nằm ở khu vực đô thị thành phố Kansas ở phía Kansas: trường y và bệnh viện của trường đại học ở Thành phố Kansas, Cơ sở Edwards ở Overland Park, một bệnh viện và trung tâm nghiên cứu ở thủ đô Topeka của bang, và một bệnh viện và trung tâm nghiên cứu trong Hays. Ngoài ra còn có các địa điểm giáo dục và nghiên cứu tại Garden City, Hays, Leavenworth, Parsons và Topeka, một trung tâm giáo dục nông nghiệp ở vùng nông thôn phía bắc Douglas County, và các chi nhánh của trường y ở Salina và Wichita. Trường là thành viên của Hiệp hội các trường đại học Hoa Kỳ.
Được thành lập vào ngày 21 tháng 3 năm 1865, trường đại học được mở vào năm 1866, theo một điều lệ được Cơ quan lập pháp bang Kansas  ban hành năm 1864  và luật được thông qua vào năm 1863 theo Hiến pháp Bang, được thông qua hai năm sau khi kết nạp vào năm 1861 của Lãnh thổ Kansas cũ thành tiểu bang thứ 34 vào Liên minh. Tranh chấp về việc thành lập Kansas là một tiểu bang tự do hoặc chiếm hữu trước khi kết nạp vào liên minh đã thúc đẩy một cuộc nội chiến được gọi là " Chảy máu Kansas " trong những năm 1850.
Ghi danh tại cơ sở Lawrence và Edwards là 28.401 sinh viên năm 2016; thêm 3.383 sinh viên đã được ghi danh tại Trung tâm Y tế KU  để ghi danh 28.091  sinh viên trên ba cơ sở. Đại học đã tuyển dụng 2.814 giảng viên vào mùa thu năm 2015.
Các đội thể thao của Kansas thi đấu trong môn thể thao NCAA Division I với tư cách là Jayhawks, với tư cách là thành viên của Hội nghị Big 12. Các đội này bao gồm 16 môn thể thao đa dạng, cũng như các môn thể thao cấp câu lạc bộ cho khúc côn cầu trên băng, bóng bầu dục và bóng chuyền nam.